# Di (mjölk)

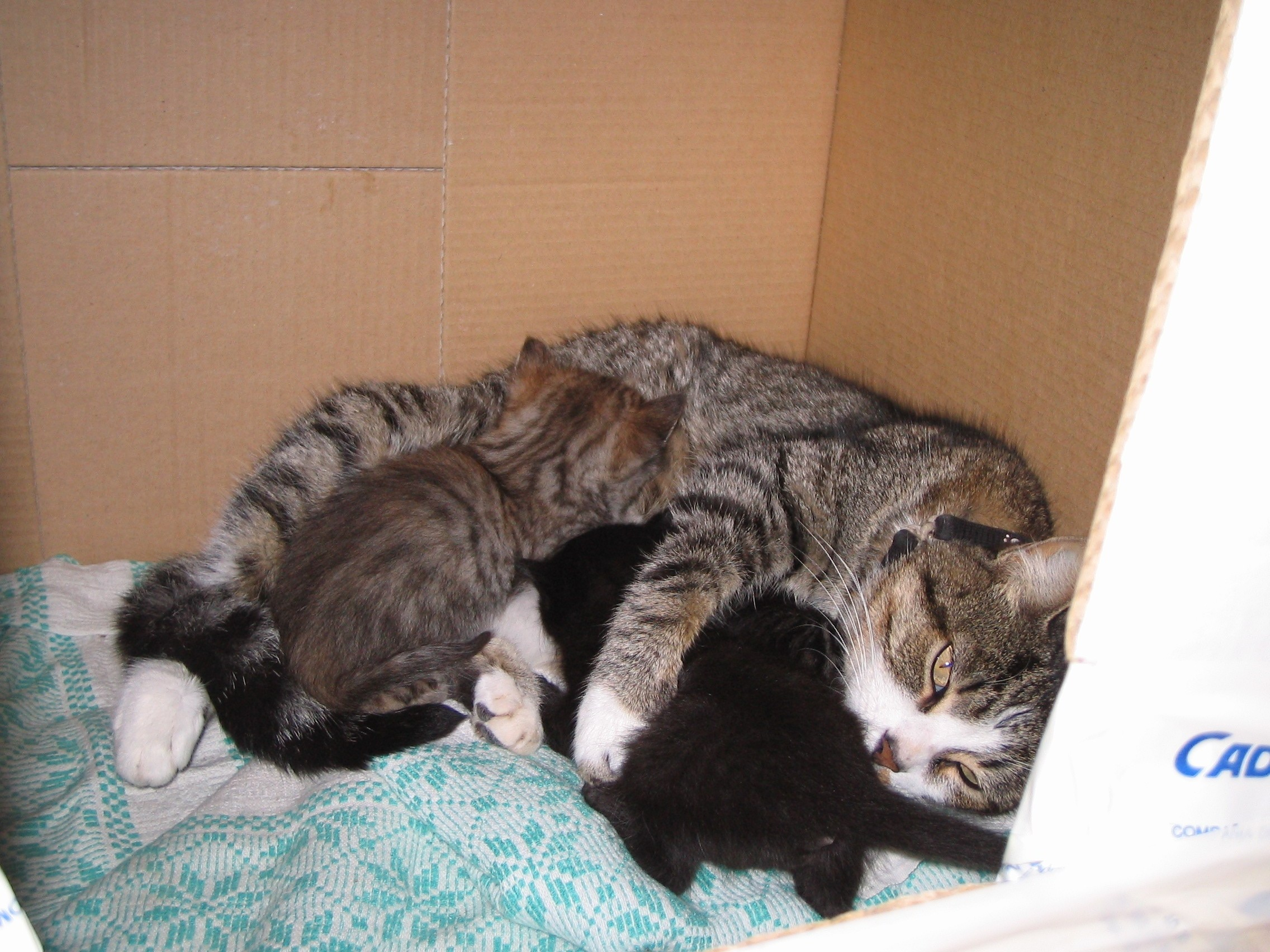
Kattungar diar.

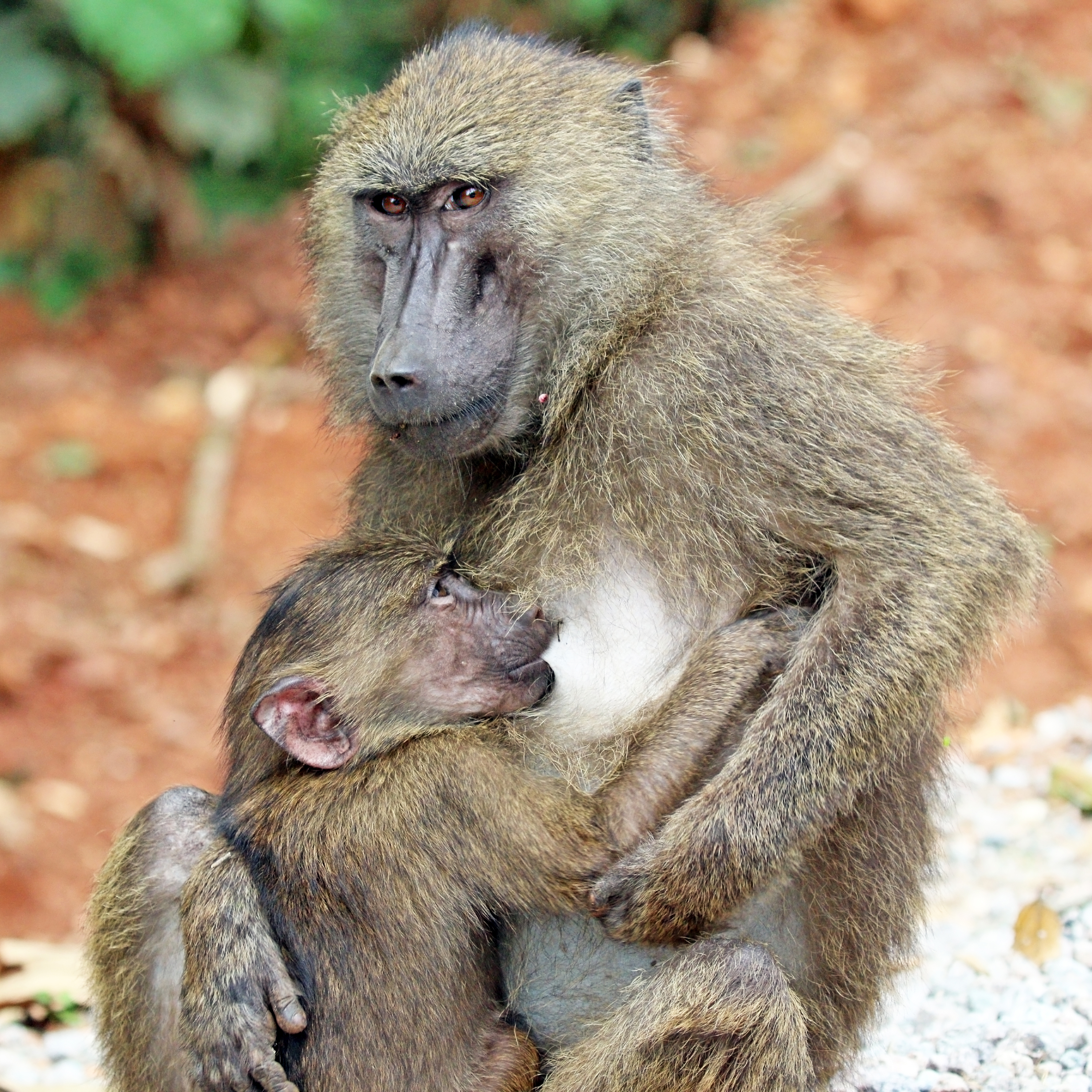
Di hos anubisbabian.

Di, eller laktation, äldre benämning: dägg, kallas det när ungar till däggdjur suger mjölk från sin mor.
Modern "ger di". Med ett mestadels äldre ord, som grammatiskt är kausativum av verbet dia, kan "ge di" också uttryckas som att modern "däggar" sina ungar. Kausativformen har givit upphov till ordet däggdjur.
Motsvarande begrepp för människan när modern låter barnet ligga vid bröstet är på svenska amning.